# St. Stephanus (Freckleben)

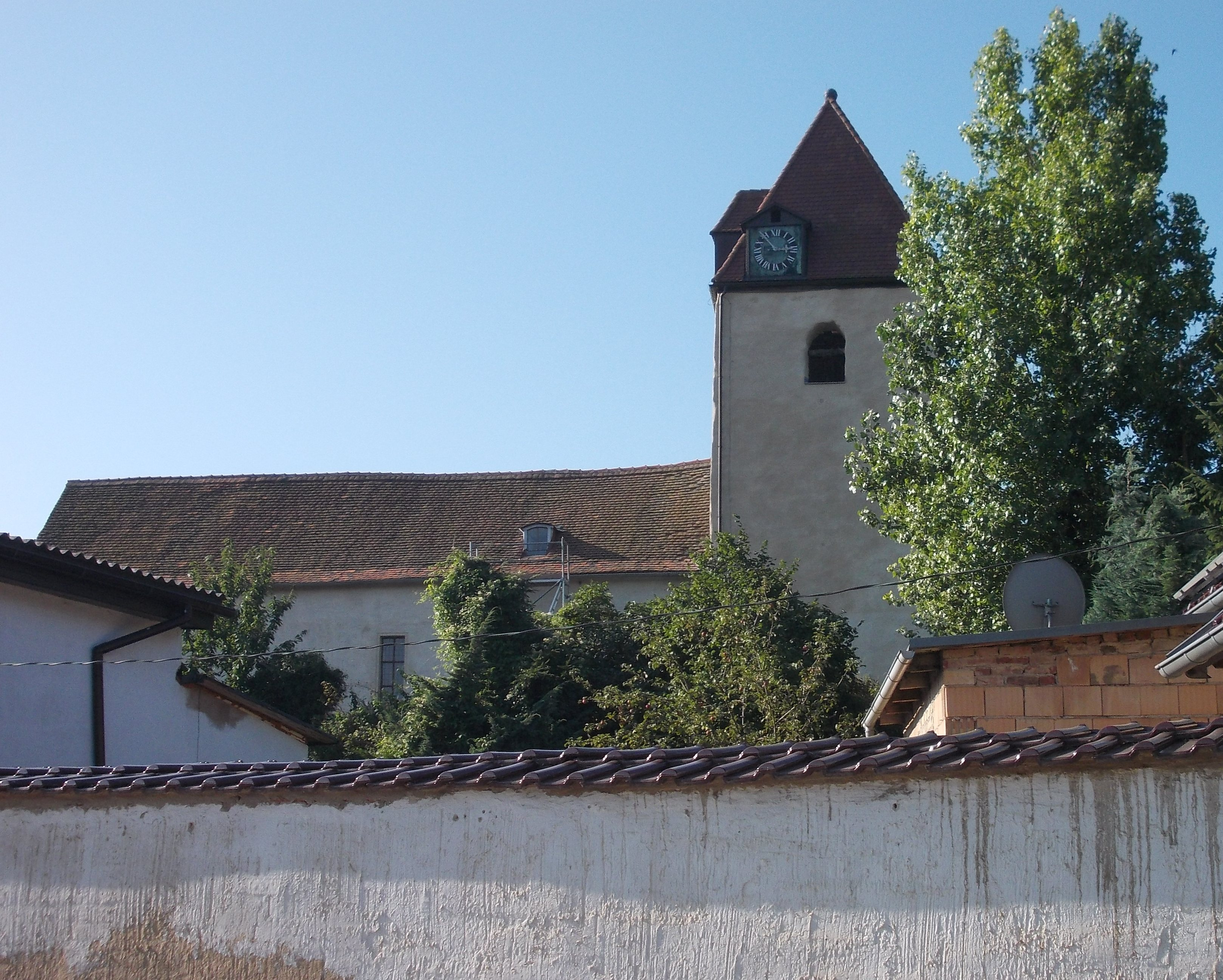
St. Stephanus in Freckleben

Die Kirche St. Stephanus ist eine Winkelkirche in Freckleben, einem Stadtteil der Stadt Aschersleben im Salzlandkreis in Sachsen-Anhalt.

## Geschichte
Die Kirche St. Stephanus hat ihre Ursprünge in der Romanik. 1594 erfolgte mit dem Bau eines quer zum ursprünglichen Langhaus angeordneten Kirchenschiffs eine umfangreiche Erweiterung. 1855 wurde der Bau erneut renoviert, wobei man mehrere vermauerte Spitzbogenfenster entdeckte. In den 1970er und 1980er Jahren wurde die stark beschädigte Kirche aufgegeben. Nach der Wiedervereinigung wurde die Kirche auf Initiative des damaligen Bürgermeisters gerettet. Dabei wurde sie restauriert und gesichert. Im Jahr 1998 und von 2012 bis 2013 wurde der Turm instand gesetzt. Die Fenster wurden von 2005 bis 2006 saniert und 2014 wurde die lange Eingangstreppe erneuert.

## Beschreibung
Im 16. Jahrhundert wurde an das bestehende Kirchenschiff ein weiteres Querschiff auf der Nordseite angebaut, da die Kirche eng umbaut war und man auf den anderen Seiten keinen Platz mehr hatte. Bei dem Umbau verwendete man vermutlich das Material der abgerissenen Kirche St. Moritz, die sich auf der anderen Seite der Wipper befand. Dabei wurde das Gotteshaus zu einer Winkelkirche umgebaut.